# IV століття до н. е.

## Події

### Скіфія
- Правління в Скіфії царя Атея.
- 331 — похід Олександра Македонського (на чолі з Зопіріоном) у Скіфію, облога Ольвії.

### Європа
- Вторгнення кельтів в Ірландію.
- Платон засновує свою Академію.

### Азія
- Походи Олександра Македонського на Персію та країни Азії аж до Індії.

### Середземне море
- 394—306 — війна пунійців із Сицилією.